# Мураяма, Ёситака
Ёситака Мураяма (яп. 村山 吉隆 Мураяма Ёситака, 1969, Хоккайдо) — японский геймдизайнер, сценарист, режиссёр и продюсер. Создатель серии японских ролевых игр Suikoden. В частности, разработал полностью первую, вторую и третью части, на поздних этапах разработки которой покинул Konami в 2002 году. В настоящий момент работает в Rabbit & Bear Studios над преемницей серии Suikoden — Eiyuden Chronicle, достигшей на Kickstarter 500 000 долларов финансирования, а затем успешно собравшей гораздо больше, чем ожидалось, став третьей видеоигрой с наибольшим финансированием в истории Kickstarter после Shenmue III и Bloodstained: Ritual of the Night.

## Биография
Мураяма родился в Хоккайдо в 1969 году. Изучал компьютерное программирование в Токийском университете, который окончил в 1992 году. В том же году он был принят на работу в Konami. Он работал программистом, прежде чем ему доверили возглавить разработку новой серии ролевых игр в сотрудничестве с Дзюнко Кавано и другими сотрудниками. Мураяма создал сеттинг и общую концепцию того, что позже стало Suikoden (1995).
Suikoden был выпущен в Японии в 1995 году и получил положительные отзывы вкупе со слабыми продажами. Однако продажи увеличились, когда игра начала приобретать культовый статус. Мураяма лично отвечал на каждое отправленное фанатами письмо. Konami также намеревалась превратить Suikoden во франшизу, и его попросили разработать продолжение, вернув большую часть команды из первой игры. К тому времени было хорошо известно, что Square разрабатывает Final Fantasy VII для PlayStation, и Мураяма и его команда с самого начала были уверены, что их игра не сможет коммерчески конкурировать с ролевой игрой от Square. Мнение поклонников, относительно того, какие аспекты были лучшими в первой части Suikoden, побудило создателя сосредоточиться в продолжении на дальнейшем развитии мира и его персонажей, а не на графике. Игра вышла в декабре 1998 года, как и предшественница с положительными отзывами и со средними, но стабильными продажами.

## Источник
https://rpgamer.com/2020/07/eiyuden-chronicle-kickstarter-now-live/